# Le Parrain (série de films)
Pour les articles homonymes, voir Le Parrain.
 Pour plus de détails, voir Fiche technique et Distribution
Le Parrain est une saga de films dramatiques du cinéma américain réalisée par Francis Ford Coppola, d'après le roman éponyme de Mario Puzo.
Cette série est composée de trois opus :
- Le Parrain (Mario Puzo's The Godfather), sorti en 1972 ;
- Le Parrain, 2e partie (Mario Puzo's The Godfather: Part II), sorti en 1974 ;
- Le Parrain, 3e partie (Mario Puzo's The Godfather: Part III), sorti en 1990 (réédité en 2020 sous le titre Le parrain, épilogue : La mort de Michael Corleone)

## Fiche technique
| Équipe du tournage         | Films                     | Films                        | Films                                       |
| Équipe du tournage         | Le Parrain (1972)         | Le Parrain, 2e partie (1974) | Le Parrain, 3e partie (1990)                |
| -------------------------- | ------------------------- | ---------------------------- | ------------------------------------------- |
| Réalisateur                | Francis Ford Coppola      | Francis Ford Coppola         | Francis Ford Coppola                        |
| Producteurs                | Albert S. Ruddy           | Francis Ford Coppola         | Francis Ford Coppola                        |
| Producteurs                |                           | Fred Roos                    | Fred Fuchs                                  |
| Producteurs                | Gray Frederickson         |                              |                                             |
| Scénaristes                | Mario Puzo                | Mario Puzo                   | Mario Puzo                                  |
| Scénaristes                | Francis Ford Coppola      |                              |                                             |
| Scénaristes                | Robert Towne              |                              |                                             |
| Compositeurs               | Nino Rota                 | Nino Rota                    | Nino Rota                                   |
| Compositeurs               | Carmine Coppola           |                              |                                             |
| Photographie               | Gordon Willis             | Gordon Willis                | Gordon Willis                               |
| Montage                    | William H. Reynolds       | Barry Malkin                 | Barry Malkin                                |
| Montage                    | Peter Zinner              | Peter Zinner                 | Walter Murch                                |
| Montage                    |                           | Richard Marks                | Lisa Fruchtman                              |
| Budget                     | 6 500 000 $               | 13 000 000 $                 | 54 000 000 $                                |
| Durée                      | 175 minutes               | 200 minutes                  | 162 minutes                                 |
| Durée                      | 175 minutes               | 200 minutes                  | 158 minutes (version director's cut “Coda”) |
| Dates de sortie États-Unis | 15 mars 1972              | 12 décembre 1974             | 25 décembre 1990                            |
| Dates de sortie France     | 18 octobre 1972           | 27 août 1975                 | 27 mars 1991                                |
| Genre                      | drame criminel, gangsters | drame criminel, gangsters    | drame criminel, gangsters                   |
| Distribution               | Paramount Pictures        | Paramount Pictures           | Paramount Pictures                          |

## Personnages

### La famille Corleone
- Antonio Andolini (mort en 1901), Sicilien, assassiné par le parrain de la mafia sicilienne.
  - Paolo Andolini (1887-1901), qui veut venger son père ; également assassiné.
  - Vito Andolini dit Vito Corleone (1892-1955), émigré aux États-Unis, parrain de la famille Corleone ; épouse Carmela (1897-1959).
    - Santino dit Sonny Corleone (1916-1948), remplace son père à la tête de la famille de 1945 à son assassinat en 1948.
      - Frank Corleone (né en 1940)
      - Santino Corleone (né en 1945)
      - Vincent Mancini-Corleone (né en 1948), fils naturel de Sonny Corleone et de Lucy Mancini, succède à Michael Corleone en tant que parrain.

    - Frederico dit Fredo Corleone (1919-1959), chargé de tâches subalternes ; assassiné comme traître sur ordre de son frère Michael.
    - Michael Corleone (1920-1997), 3e fils de don Vito, parrain de la famille Corleone ; épouse Apollonia Vitelli-Corleone (1931-1947), tuée par erreur ; se remarie en 1951 avec Kay Adams (née en 1924).
      - Anthony Corleone (né en 1951), chanteur d'opéra.
      - Mary Corleone (1953-1979), tuée par erreur.

    - Constanzia dite Connie Corleone (née en 1927) ; épouse Carlo Rizzi, mari violent.
      - Victor Rizzi (né en 1949).
      - Michael Rizzi (né en 1954).

    - Tom Hagen, fils adoptif de don Vito ; avocat, conseiller de la famille.

### Alliés des Corleone
- Peter Clemenza : c'est un ami de longue date de Vito Corleone, il est un caporegime de la famille Corleone.
- Luca Brasi : interprété par l'acteur Lenny Montana, est l'homme de main de Vito Corleone, à qui il voue un respect et une fidélité absolue.
- Rocco Lampone : c'est le remplaçant de Paulie Gatto, il assassine d'ailleurs ce dernier sous l'ordre du caporegime Pete Clemenza. Il est joué par Tom Rosqui.
- Sally : Caporegime de la famille Corleone. Il fonde avec Vito, Genco et Clemenza la Genco Olive Oil Company qui lancera la famille Corleone.
- Don Tommasino : c'est un mafieux sicilien, résidant à Corleone. C'est un des principaux alliés de la famille Corleone en Sicile.
- Johnny Fontane : chanteur et acteur, il est le filleul de Don Corleone, qui met au service de la carrière de son protégé la puissance de son empire criminel.

### Ennemis des Corleone
- Hyman Roth : il est inspiré par le mafieux américain d'origine juive Meyer Lansky. Il est l'instigateur de l'attentat sur Michael dans sa chambre dans le film le Parrain 2.
- Don Altobello : c'est un homme d'honneur âgé et allié de longue date de la famille Corleone, et parrain de Connie Corleone. Dans Le Parrain 3, il est proche de Michael Corleone, et fait un don d'un million de dollars à la fondation Vito Corleone, lui permettant d'en être membre.
- Don Emilio Barzini : il est le Don de la famille Barzini, tué par Al Neri. Il tire les ficelles des cinq familles.
- Don Fanucci : dans Le Parrain 2 et dans le roman, Fanucci est un mafieux régnant sur le quartier italien de New York. C'est le premier homme que Vito Corleone tue, lui permettant de se faire une réputation dans le quartier.
- Moe Greene : c'est un gangster d'origine juive, ancien tueur pour Murder Incorporated, apparaissant dans le roman et dans Le Parrain. On lui attribue le développement des activités de jeu à Las Vegas, et d'avoir participé à y développer les intérêts de la mafia.
- Capitaine McCluskey : il frappe violemment Michael lorsque celui-ci lui reproche d'être corrompu par les Tattaglia et de ne pas protéger Don Vito, menacé à l’hôpital.
- Carlo Rizzi : ami de Sonny (alias Santino), il épouse Connie Corleone. Après avoir été placé dans un rôle mineur dans les affaires familiales (à son grand déplaisir) il se met à battre Connie. Dans une scène du film Le Parrain Sonny voit des traces de coups sur Connie. Il roue de coups Carlo et le menace de mort s'il récidive.
- Virgil Sollozzo dit « le Turc » : c'est un trafiquant de drogue sicilien, associé à la famille Tattaglia, et possédant des champs de pavots en Turquie, d'où son surnom.
- Jack Woltz : il est un puissant producteur d'Hollywood. Il refuse d'engager Johnny Fontane dans son nouveau film à cause d'une rancune personnelle. Il changera d'avis après avoir retrouvé la tête de son étalon fétiche sous les draps de son lit.
- Joey Zasa est un gangster apparaissant dans Le Parrain 3. Son rôle est interprété par Joe Mantegna et son personnage est inspiré d'un mélange de trois mafieux John Gotti, Joseph Colombo et Joe Gallo.

## Accueil

### Box-office
Le premier film rencontre un immense succès au box-office, que ne réitèreront pas les deux films suivants. En France, le premier film est l'un des meilleurs au box-office français de 1972.
Le premier film connaitra plusieurs ressorties en salles. En 1997, pour le 25e anniversaire, il récolte 1 267 490 $ supplémentaires sur le sol américain. En 2022, il ressort pour les 50 ans et engendre 1 543 808 $ de recettes supplémentaires ainsi que 11 112 entrées en France
| Films                 | Année | Recettes au box-office | Recettes au box-office | Recettes au box-office    | Entrées France    | Budget        |
| Films                 | Année | États-Unis/ Canada     | Reste du monde         | Monde                     | Entrées France    | Budget        |
| --------------------- | ----- | ---------------------- | ---------------------- | ------------------------- | ----------------- | ------------- |
| Le Parrain            | 1972  | 136 381 073 $          | 113 960 911 $          | 250 342 198 $–287 258 196 | 4 027 989 entrées | 6 millions $  |
| Le Parrain, 2e partie | 1974  | 47 834 595             | 45 435 594             | 93 270 189                | 1 120 577         | 13 millions $ |
| Le Parrain, 3e partie | 1990  | 66 761 392 $           | 70 100 000 $           | 136 861 392 $             | 355 806           | 54 millions $ |

### Critique
| Films                                             | Rotten Tomatoes                         | Metacritic             | AlloCiné             |
| ------------------------------------------------- | --------------------------------------- | ---------------------- | -------------------- |
| Le Parrain                                        | 97 % (moyenne : 9,4⁄10) (153 critiques) | 100/100 (16 critiques) | 4,6/5 (10 critiques) |
| Le Parrain, 2e partie                             | 96 % (moyenne : 9,7⁄10) (129 critiques) | 90/100 (18 critiques)  | 4,7/5 (10 critiques) |
| Le Parrain, 3e partie                             | 66 % (moyenne : 6,4⁄10) (67 critiques)  | 60/100 (19 critiques)  | NC                   |
| The Godfather Coda: The Death of Michael Corleone | 86 % (moyenne : 7,5⁄10) (59 critiques)  | 76/100 (14 critiques)  | NC                   |

Les films, notamment les deux premiers, apparaissent dans de nombreuses listes honorifiques et classements des meilleurs films dans la presse. Dans le classement AFI's 100 Years...100 Movies de l'American Film Institute en 1998, le premier film se classe à la 3e place puis 2e pour la réédition du classement en 2007. Le Parrain, 2e partie y est classé 32e. Les deux premiers films figurent dans le classement des 100 meilleurs films de tous les temps du magazine Time, ou encore dans le Top 250 de l'Internet Movie Database. En 2010, le magazine Empire classe la trilogie Le Parrain a la 5e place des 33 meilleures trilogies de films. Le quotidien britannique The Independent classe la saga au 6e rang des 10 meilleures trilogies de tous les temps. Le site Screen Rant classe quant à lui les films du Parrain à la 4e place des meilleures trilogies cinématographiques de tous les temps.

## Produits dérivés

### Télévision
La saga est aussi développée pour la télévision. La mini-série Le Parrain (The Godfather: A Novel for Television ou The Godfather Saga), composée de trois épisodes de 93 minutes et d'un épisode de 140 minutes, regroupe les longs métrages Le Parrain (1972) et Le Parrain, 2e partie (1974), agrémentés de scènes inédites.
Aux États-Unis, une version de la mini-série, intitulée The Godfather 1902-1959: The Complete Epic, sort en VHS en 1981 dans une version raccourcie de 386 minutes. La chaîne câblée américaine HBO a diffusé The Godfather 1902–1959: The Complete Epic pour la première fois dans une version intégrale de 423 minutes comprenant des séquences inédites en janvier 2016.
Après la sortie du Parrain, 3e partie (1990), un montage similaire avec le 3e film, dans l'ordre chronologique, est réalisé. Cette version, intitulée The Godfather Trilogy: 1901-1980, sort directement en VHS (5 VHS) et Laserdisc en 1992. Francis Ford Coppola a intégré des scènes coupées qui ne figurent dans aucune édition précédente. La durée totale est de 583 minutes, soit 9 heures et 43 minutes.

### Jeux vidéo
La franchise a donné lieu à des jeux vidéo. Un premier inspiré de la trilogie sort en 1991. Le Parrain (2006) s'inspire à la fois du roman et du premier film. Il sera suivi de Le Parrain 2 en 2009.